# Christa Winsloe
Christa Winsloe (Darmstadt, 1888. december 23. – Cluny, 1944. június 10.) német író, drámaíró és szobrász. Legismertebb a Gestern und heute című darabjáról (több cím alatt ismert, lásd alább), melyet kétszer is megfilmesítettek, 1931-ben, és 1958-ban Lányok egyenruhában (Mädchen in Uniform) címmel Radványi Géza rendezésében. 

## Életrajza
Darmstadtban született. Anyját tizenegy éves korában elvesztette és ezután Potsdamba küldték, a Kaiserin-Augusta-Stiftbe, egy szigorú bentlakásos iskolába. Ebben az intézményben az arisztokrácia lányait fegyelemre és engedelmességre nevelték. Az itt töltött idő rémálom volt számára, amely kihatással volt későbbi életére és munkásságára. Ezután egy svájci leányiskolába került. Miután elhagyta az intézményt, 1909-ben Münchenbe költözött, ahol az Iparművészeti Iskolában szobrászkodni tanult. Elsősorban számára kedves állatokat választott modelljéül. 1913-ban házasságot kötött báró Hatvany Lajos (1880–1961) író, irodalomtörténésszel, aki családja révén jelentős vagyonnal bírt. Magyarországra telepedtek le. Nászútjukat Párizsban töltötték, aminek az első világháború vetett véget. 
Hatvany feleségeként írta Das Mädchen Manuela ("A gyermek Manuela") című regényét, amely a Kaiserin-Augustában átélt tapasztalatain alapszik. Nem sokkal később házassága zátonyra futott, de Hatvany válásuk után továbbra is bőkezűen támogatta. Ezt a regényét 1933-ban adták ki. 
1922-ben visszaköltözött Németországba és Berlinben telepedett le. Ekkoriban került először kapcsolatba Dorothy Thompson újságíró-riporterrel, majd a második világháború előtt ismét találkoztak, amikor Thompson jelentéseket küldött Berlinből.
Winsloe 1930-ban írta a Gestern und heute című színdarabját (szó szerint "Tegnap és ma").
A darab eredeti címét visszautasították, mert túl unalmasnak találták, ezért a mű 1930-as lipcsei megjelenésekor már új nevén Ritter Nérestan-nak nevezték. Amikor később Berlinben kiadták, ismét új elnevezést kapott és Krankheit der Liebe ("A szerelem betegsége") címmel jelent meg. 
1932-ben a "Children in Uniform" (Barbara Burnham angol nyelvű adaptációja) című darabját a londoni Duchess Theaterben mutatták be Cathleen Nesbitt és Jessica Tandy színésznők főszereplésével. 
A darab sikerének köszönhetően, Mädchen in Uniform (1931) címmel filmet készült belőle, s maga Winsloe is közreműködött forgatókönyvíróként. A film mind anyagi, mind kritikai szempontból jelentős sikereket ért el. Ennek oka az ambiciózus esztétikai világ és az a tény, hogy csak nők játszanak benne. A történet leszbikus jellege azonban kisebb hangsúlyt kapott és kamaszkori összetörésként ábrázolták. A film rendezője, Leontine Sagan se a leszbikus kapcsolatra, hanem inkább az akkori oktatási rendszer kritikájára összpontosított. 
A színdarab a filmtől eltérően végződik. A darabban a fiatal tanuló, Manuela összeomlik, mert tanára, Elizabeth von Bernburg kisasszony elutasítja közeledését, s nem lép fel az igazgatónő brutális oktatási módszerei ellen. Manuela öngyilkosságot követ el. A film ezzel eltérően azt érzékelteti, hogy a tanítónő megpróbálja megvédeni a diákot és önmagát. 
A mű sikere után Berlinbe költözött, ahol akkoriban leszbikus szubkultúra volt. Rengeteg pénze volt (egykori férje támogatása miatt), állatszobrászként dolgozott, és széles baráti kört épített ki. Tagja volt az SPD-nek és nyitott volt a szexualitás terén. 
Az 1930-as náci hatalomátvétel után Winsloe egyre többet utazott, és házasságkötése óta magyar állampolgár volt. Dorothy Thompsonnal, akit szenvedélyesen szeretett, közösen ellátogatták Olaszországba, majd az USA-ba. Az Egyesült Államokban írt többek között a Saturday Evening Post, a Harper's Bazaar és a Ladies Home Journal számára is. Egyedül tért vissza Európába és végül Franciaország déli részén telepedett le, ahol élettársával, a svájci műfordítóval, Simone Gentet-vel élt. A második világháború alatt csatlakozott a francia ellenálláshoz. Ellentétben a gyakran hangoztatott állítással, nem a nácik végezték vele. Ehelyett 1944. június 10-én Winsloe-t és élettársát négy francia lőtte le egy Cluny közelében található erdőben. Winsloe és Gentet meggyilkolásának pontos okát soha nem sikerült teljesen tisztázni, de feltehetően tévesen azt gyanították róluk, hogy a náciknak kémkednek.

## Művei
- Winsloe, Christa, 1999: Mädchen in Uniform (reissue), Daphne Verlag
- Winsloe, Christa, Life Begins.  London: Chapman & Hall, (1935). English translation by Agnes Neill Scott.

## Magyarul
- Lányok az intézetben. Regény; ford. Palotai Boris; Hungária Ny., Bp., 1943

## Fordítás
- Ez a szócikk részben vagy egészben  a   Christa Winsloe című német Wikipédia-szócikk ezen változatának fordításán alapul.  Az eredeti cikk szerkesztőit annak laptörténete sorolja fel. Ez a jelzés csupán a megfogalmazás eredetét és a szerzői jogokat jelzi, nem szolgál a cikkben szereplő információk forrásmegjelöléseként.
- Ez a szócikk részben vagy egészben  a   Christa Winsloe című angol Wikipédia-szócikk ezen változatának fordításán alapul.  Az eredeti cikk szerkesztőit annak laptörténete sorolja fel. Ez a jelzés csupán a megfogalmazás eredetét és a szerzői jogokat jelzi, nem szolgál a cikkben szereplő információk forrásmegjelöléseként.